# When We Rise
When We Rise est une mini-série américaine en huit épisodes de 43 minutes créée par Dustin Lance Black et diffusée entre le 27 février et le 3 mars 2017 sur le réseau ABC.
En France et en Suisse, elle a été diffusée entre le 1er et le 4 mars 2017 en version originale sur Canal+ Séries et sur Canal+ Suisse puis entre le 18 octobre et le 8 novembre 2017 en version française, et en Belgique entre le 7 septembre et le 28 septembre 2017 sur Be 1 et rediffusée à partir du 9 janvier 2020 sur RTS Deux. Elle reste pour le moment inédite au Québec.
Elle est en partie inspirée du manuscrit autobiographique et non encore publié de Cleve Jones dont le rôle est respectivement incarné à l’écran par Austin P. McKenzie et Guy Pearce.

## Synopsis
La naissance des mouvements LGBT au lendemain des émeutes de Stonewall en 1969.

## Distribution
- Guy Pearce (VF : Pierre Tessier) : Cleve Jones
  - Austin P. McKenzie (VF : Yoann Sover) : Cleve Jones jeune
- Mary-Louise Parker (VF : Vanina Pradier) : Roma Guy (en)
  - Emily Skeggs (en) (VF : Zina Khakhoulia) : Roma Guy jeune
- Rachel Griffiths (VF : Anne Massoteau) : Diane, femme de Roma
  - Fiona Dourif (VF : Olivia Luccioni) : Diane jeune
- Carrie Preston (VF : Ninou Fratellini) : Sally Miller Gearhart
- Michael K. Williams (VF : Jean-Paul Pitolin) : Ken Jones
  - Jonathan Majors (VF : Simon Koukissa-Barney) : Ken Jones jeune
- Jack Plotnick : Gilbert Baker, créateur du rainbow flag
  - Dylan Arnold : Gilbert Baker, jeune
- Ivory Aquino (en) (VF : Claire Baradat) : Cecilia Chung
- Kevin McHale : Bobbi Campbell
- Tyler Young : Matt
- Dylan Walsh (VF : William Coryn) : Dr Marcus Conant (en), pionnier dans le diagnostic et le traitement du SIDA
- Rafael de La Fuente : Ricardo Canto, partenaire de Cleve
- Nick Eversman (VF : Brice Ournac) : Scott Rempel
- Whoopi Goldberg (VF : Maïk Darah) : Pat Norman (en)
- Rosie O'Donnell (VF : Brigitte Virtudes) : Del Martin, cofondatrice de Daughters of Bilitis, première organisation lesbienne des États-Unis
- Maddie Corman (VF : Juliette Poissonnier) : Phyllis Lyon, partenaire de Del Martin et cofondatrice de Daughters of Bilitis
- Denis O'Hare (VF : Nicolas Marié) : Jim Foster (en)
- David Hyde Pierce (VF : Éric Aubrahn) : Dr Jones, père de Cleve
- T. R. Knight : Chad Griffin (en)
- Sam Jaeger (VF : Axel Kiener) : Richard, partenaire de Ken Jones
- Todd Weeks : Tom Ammiano (en)
- Matthew Del Negro : Gavin Newsom
- Justin Sams (VF : Jhos Lican) : Sylvester
- Jayne Taini (VF : Cathy Cerda) : Eloise
- Alexandra Grey : Seville
- Willam Belli : Jason
- Michael DeLorenzo (en) : José Sarria
- Richard Schiff : le juge Vaughn Walker (en)
- Charlie Carver (VF : Alexandre Nguyen) : Michael Smith
- Rob Reiner : Dr David Blankenhorn
- Pauley Perrette : Robin
- William Sadler : Chuck Cooper
- Charles Socarides, Jr. (VF : Charles Germain) : Richard Socarides (en)
- John Rubinstein : Dr Charles W. Socarides
- Phylicia Rashad (VF : Véronique Augereau) : Bishop Yvette A. Flunder (en)
- Jazzmun (en) (VF : Sandra Valentin) : Bobbi Jean Baker
- Mary McCormack (VF : Nathalie Spitzer) : Roberta Kaplan
- Arliss Howard : Ted Olson (en)
- Henry Czerny : David Boies (en)
- Balthazar Getty : David

- Version française
  - Société de doublage : Dubbing Brothers[4]
  - Direction artistique : Laurence Sacquet[4]
  - Adaptation des dialogues : Christian Niemiec et Ludovic Manchette

 Source et légende : version française (VF) sur RS Doublage et selon le carton du doublage français télévisuel.

## Production

### Développement
Le projet de mini-série sans titre de Lance Black a débuté en juillet 2013. Elle fut commandée par ABC en décembre 2015 sous son titre actuel.
Le casting principal débute en mars 2016 avec Carrie Preston, Rachel Griffiths, Mary-Louise Parker, Guy Pearce, Austin McKenzie, Emily Skeggs, Jonathan Majors et Fiona Dourif, Kevin McHale et Dylan Walsh, Rafael de La Fuente, Michael K. Williams, Ivory Aquino, Whoopi Goldberg, Rosie O'Donnell, Denis O'Hare et David Hyde Pierce.
Lors des Upfronts en mai 2016, ABC programme la série pour la mi-saison. En juin, la production invite Rob Reiner, T.R. Knight, Phylicia Rashad, Richard Schiff, Mary McCormack, Arliss Howard, Henry Czerny, William Sadler et Pauley Perrette.

### Fiche technique
- Titre original : When We Rise
- Création : Dustin Lance Black
- Réalisation : Gus Van Sant, Dee Rees, Thomas Schlamme et Dustin Lance Black[15]
- Scénario : Dustin Lance Black, Dianne Houston, Lisa Zwerling, Eileen Myers et Allison Abner
- Direction artistique : Jennifer McEachern, Susan Alegria, et Ken Rempel
- Costumes : Carol Ramsey
- Photographie : Bobby Bukowski et Niklas Johansson
- Montage : Timothy A. Good, Christopher Nelson, Beatrice Sisul et Michelle Tesoro
- Musique : Chris Bacon et Danny Elfman
- Production : Tim Iacofano
- Sociétés de production : Hungry Jackal Productions, Laurence Mark Productions, ABC Studios
- Pays d'origine :  États-Unis
- Langue d'origine : anglais
- Format : couleur - stéréo
- Genre : Docufiction
- Durée : 43 minutes
- Dates de première diffusion (à partir du) :
  - États-Unis : 27 février 2017
  - France : 1er mars 2017

## Épisodes
1. Libération (Part I - réalisation : Gus Van Sant)
2. La Révolte (Part II - réalisation : Gus Van Sant)
3. La Proposition 6 (Part III - réalisation : Dee Rees)
4. L'Épidémie (Part IV - réalisation : Dee Rees)
5. Dans l'indifférence (Part V - réalisation : Thomas Schlamme)
6. Seconde génération (Part VI - réalisation : Thomas Schlamme)
7. Égalité (Part VII - réalisation : Dustin Lance Black)
8. La Grande Bataille (Part VIII - réalisation : Dustin Lance Black)

## Distinctions
- Festival international du film de Palm Springs 2017 : meilleur scénario pour Gus Van Sant (épisode 1[16])